# Хуньяд
Хуньяд (венг. Hunyad vármegye) — исторический комитат Венгерского королевства, расположенный на юге страны.
Комитат располагался на территории исторической области Банат.

## Административное деление
В начале XX века в состав комитата входили следующие округа:
| Округа     | Округа       |
| Округ      | Адм. центр   |
| ---------- | ------------ |
| Альдёдь    | Джоджу       |
| Брад       | Брад         |
| Дева       | Дева (город) |
| Хацег      | Хацег        |
| Корошбанья | Бая де Криш  |
| Марошиле   | Иля          |
| Петрожень  | Петрошани    |
| Пуй        | Пуй          |
| Сасварош   | Орэштие      |
| Вайдохуняд | Хунедоара    |